# Aymon Folk Festival

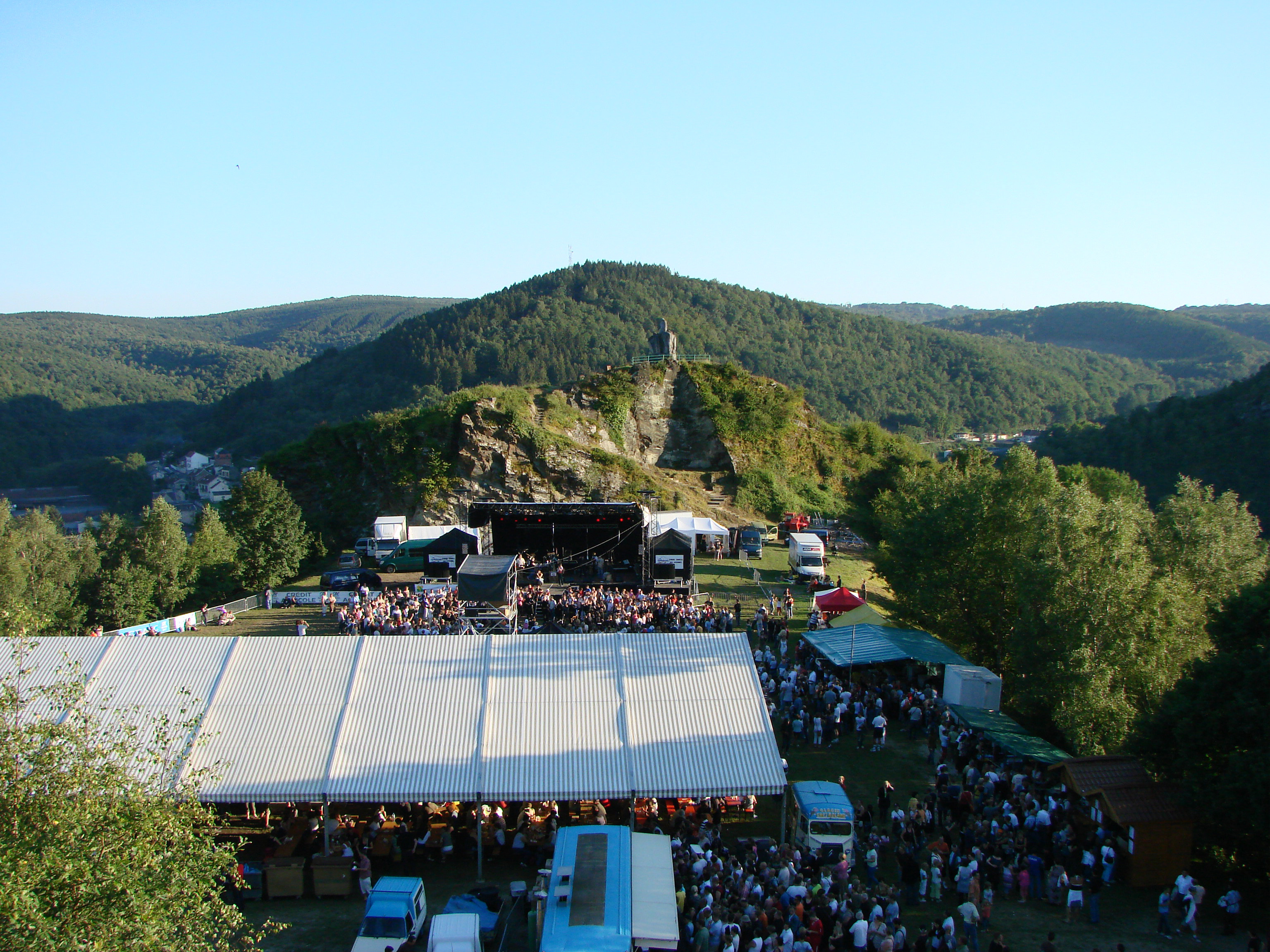
Platelle des quatre fils Aymon à Bogny-sur-Meuse.

Le Aymon Folk Festival de Bogny-sur-Meuse dans le département des Ardennes se déroule au mois de juillet sur la platelle des 4 fils Aymon.
Créé en 1997, c'est un festival ouvert aux différentes mouvances des musiques traditionnelles, au départ celtiques mais bien au-delà désormais. Il se déroule sur un site naturel totalement réaménagé depuis 2010.
Le festival fait environ 5 500 entrées sur une édition.

## Histoire
Depuis sa première édition, en août 1997, si l’Aymon Folk Festival n'est plus tout à fait le même, la volonté initiale demeure : l'animation d'un site légendaire, et si spécifique, par et pour les habitants du territoire. Différentes transformations se sont opérées progressivement dans le temps et concernant les différentes sphères qui donnent à l’Aymon Folk Festival son identité unique. À l'origine, le festival est copiloté par l'association culturelle, Aymon Lire, et l'Office de tourisme de Bogny-sur-Meuse. Mais la nécessité de constituer une association s'impose peu à peu aux acteurs bénévoles de terrain : l'Association Aymon Folk Festival naît en 2005, s'organise et se structure autour de «pôles» (Communication, Services aux Festivaliers, Technique, Financier, Programmation, Village Artistes). Très vite, les acteurs se rendent compte que les efforts fournis pour l'aménagement du site doivent être «rentabilisés» : le festival s'inscrit alors sur deux journées de concerts. De fait, la programmation suit le mouvement. Toujours fidèles aux sons folks celtiques, les organisateurs s'ouvrent à d'autres courants musicaux, comme Emir Kusturica and The No Smoking Orchestra en 2019.

## Programmations

### 1998
- Glaz
- Krypta
- Joe Staline
- Malandry
- Les Flageolets
- Blue West

### 1999
- Wig A Wag
- Gwench'lan
- Les Traînes Bûches
- Irish coffee
- Petitguyot
- Malandry Carnaval

### 2000
- Patrick Bouffard trio
- Krytpa
- Irish coffee
- Terrain vert
- Country Cooking

### 2001
- Wazoo
- Churchfitters
- Noz Gwenn
- Danwez Mad
- Mapple Creek

### 2002
- Les 4 Jean
- Gwench'lan

### 2003

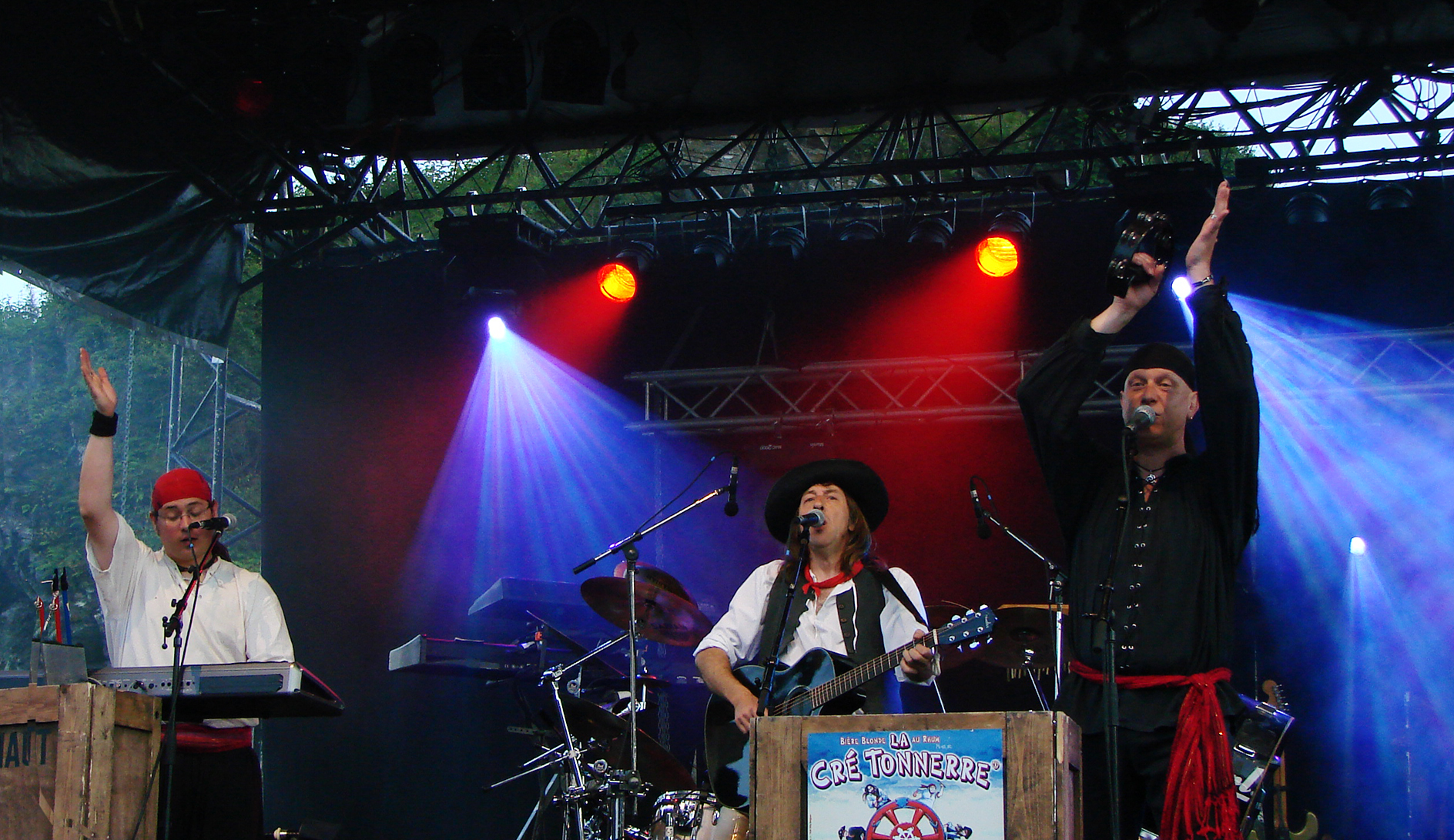
Cré Tonnerre

- Mes souliers sont rouges
- Little Cailloux
- A5
- Caterpilars
- Water Please
- La Goulue
- Michel Donceel

### 2004
- Soldat Louis
- Cré Tonnerre
- Garlic Bread
- Noz Gween
- Het Brabants Bourbon Orkest
- Bagad Arduinn

### 2005
Vendredi 5 août 2005
- Chebette
- Black Velvet
- Michel Macias 4tet
- Alka Celtes Airs

Samedi 6 août 2005
- Moonshine Playboys
- Urban Trad
- La Chèvre Rouge
- Le Groupe Sans Gain

### 2006

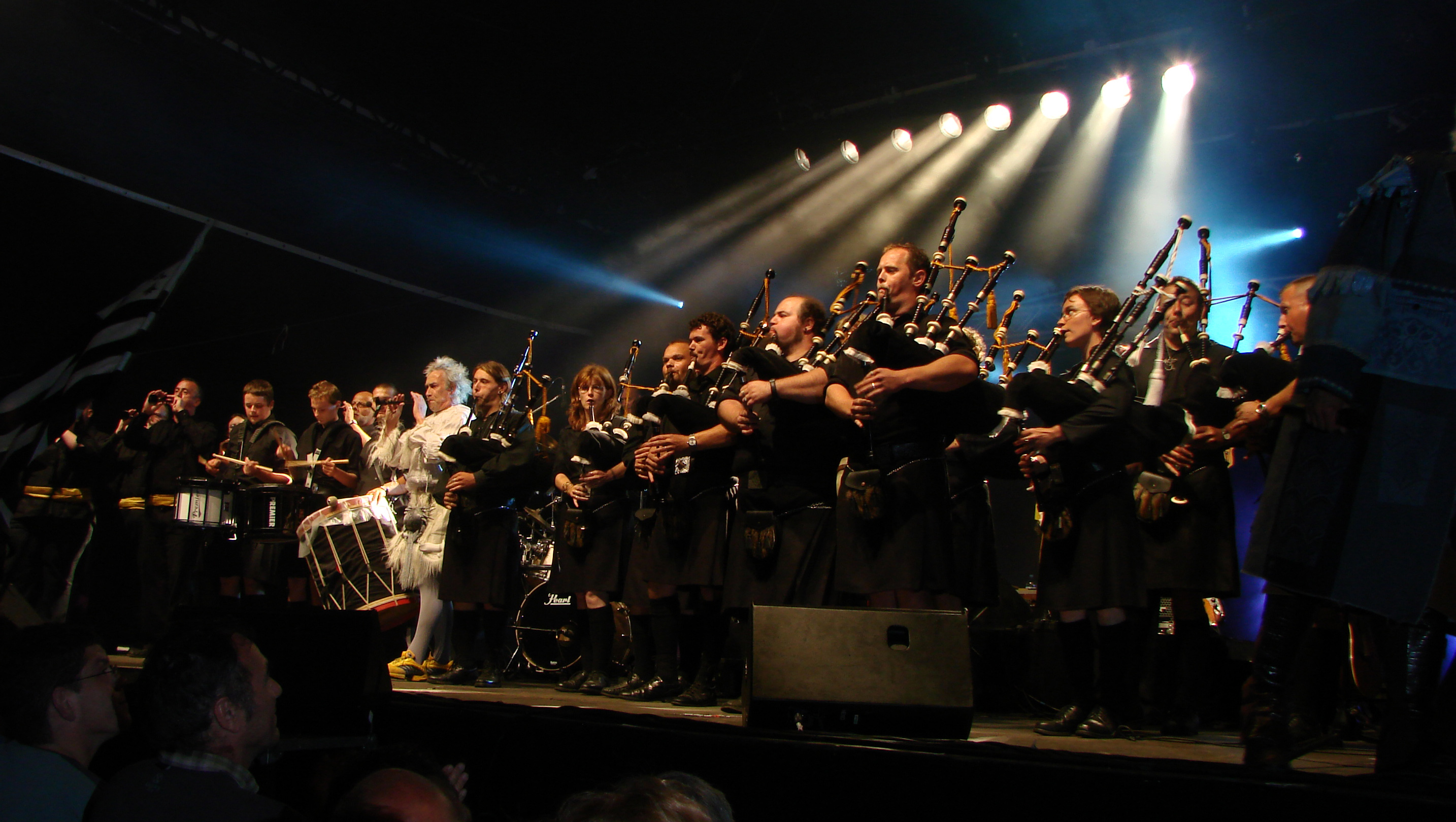
Tri Yann & le Bagad Arduinn

- Manau
- As de Trêfle
- The Booze Brothers
- Camping sauvach
- Et encore
- Obidao
- Black Water
- Les Gorets
- Seltrad
- Kermeg
- Danwez mad
- Passe Goulette

### 2007
4 août 2007
- Tri Yann
- La Varda
- Harmony Glenn
- Cré Tonnerre
- Bagad Café
- Bachi-Bouzouk
- Tziganesh'ti
- Bagad Arduinn, le Bagad des Ardennes

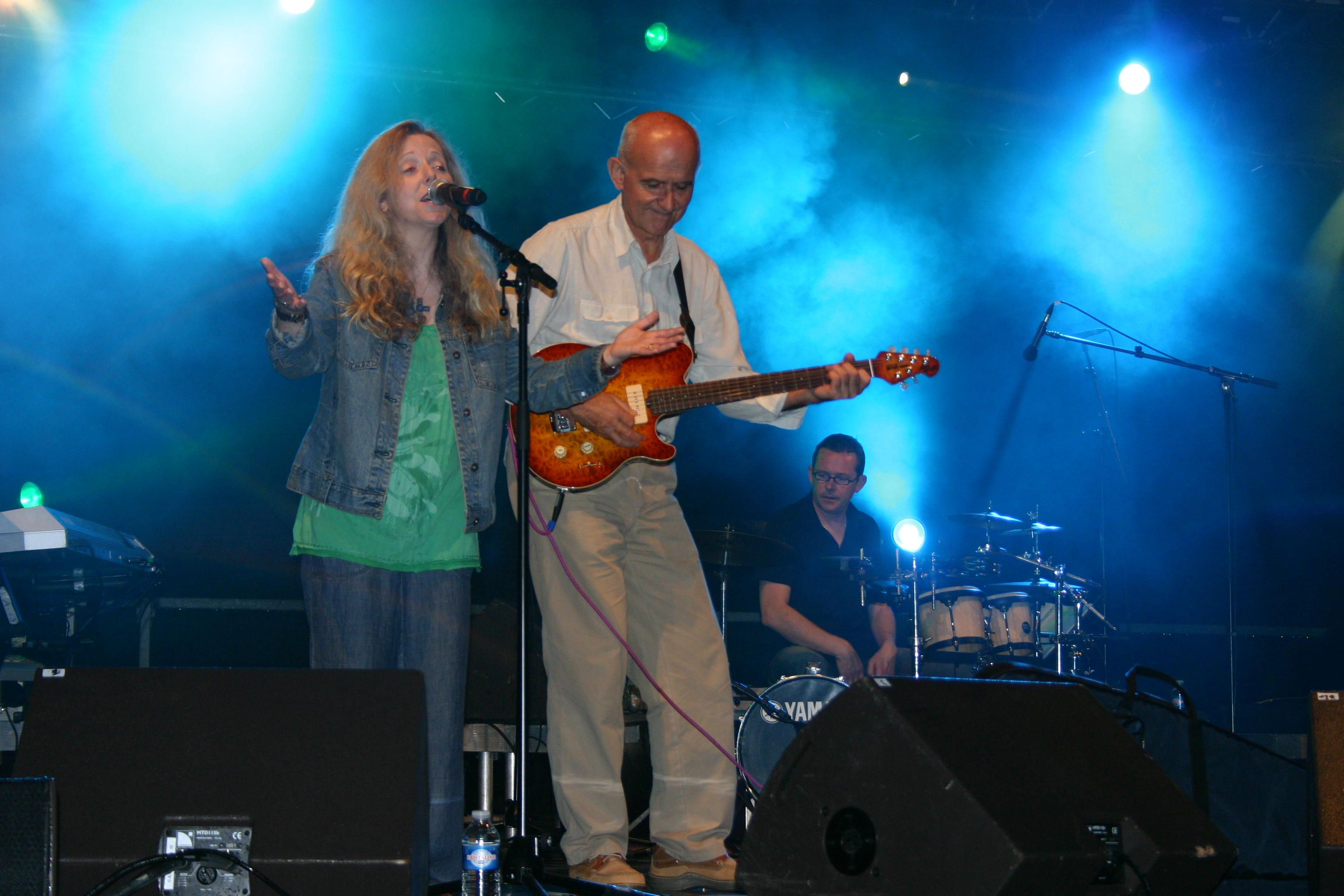
Elaine Morgan & Dan Ar Braz

### 2008
1er aout 2008
- Zydepunk
- Santa Macairo Orkestar
- Beverly Jo Scott
- Plantec

2 août 2008
- Dan Ar Braz & Elaine Morgan
- Bagad Arduinn, le Bagad des Ardennes
- Avalon Celtic Dance
- Le Bô Crapô
- Kelenn
- Seltrad

### 2009
31 juillet 2009
- Les Gorets
- FFR
- Soldat Louis
- Folgazan

1er août 2009
- Charles Obin Yapi
- Yvan Le Bolloc'h & ma guitare (s'appelle reviens)
- La Familia
- The Druids

### 2010
30 juillet 2010
- Harmony Glenn ( Ndl )
- Alan Stivell ( Fr )
- Urban Trad (B)
- Broussaï

31 juillet 2010
- Cisalpipers ( It )
- Bazbaz
- La Caravane passe
- The Booze Brothers

### 2011
29 juillet 2011
- Tournée Générale
- Marcel et son orchestre
- Les ramoneurs de menhirs
- Yew (B)

30 juillet 2011
- Carmine (B)
- Nolwenn Leroy
- Divano Dromensa

### 2012
27 juillet 2012
- Les Barbeaux
- Padam
- Les Fatals Picards
- Prima Nocta

28 juillet 2012
- Tziganesh'ti
- Avalon Celtic Dances
- Sergent Garcia
- Cisalpipers (It)

### 2014
Programmation :
Vendredi 25 juillet
- Ardwena Celtica (rock)
- Che Sudaka (cumbia, ska et punk)
- Celkilt (rock celtique)
- The Gribitch Brothers & Sisters (gypsy punk délirant)
- La Fanfare rémoise des Boules de feu.

Samedi 26 juillet
- Joli Falzar (ska et chanson cuivrée)
- The Moorings (irish folk)
- Babylon Circus (rock et reggae cuivré)
- Paddy & The rats (irish punk)
- Et sur la scène annexe : Pagan Noz (hardfolk festif).

### 2015
24 juillet 2015
- Seagulls Are Drunk
- Muyayo Rif
- Elmer Food Beat
- Selfish Murphy
- Tex'O

25 juillet 2015
- Los R'Manos
- Mask Ah Gazh
- Boulevard des Airs
- Goulamas'K
- Acus Vacuum

### 2016
22 juillet 2016
- Les Wampas
- The Shoepolishers
- Les Fils de Teuhpu
- Uncle Bard & The Dirty Bastards
- Magistral Circus

23 juillet 2016
- Billy Ze Kick
- Les Hurlements d'Léo
- A-Vox
- Korrigan's Celtic Rock
- Super Hérisson

### 2017
21 juillet 2017
- Celkilt
- Dubioza kolektiv (BS)
- La Punkaravane
- Cisalpipers (It)

22 juillet 2017
- Matmatah
- Uncle Bard & The Dirty Bastards
- Prima Nocta
- Outside Duo
- Joli Falzar

### 2018
20 juillet 2018
- Les Ramoneurs de Menhirs
- Yaniss Odua
- Los Tres Puntos
- The Jungle Shakers
- The Wild Bombers

21 juillet 2018
- Les Ogres de Barback & Le Bal Brotto Lopez
- The Clan (It)
- La Vaguabonde
- Gustave Brass Band
- The Defigurheads

### 2019
Programmation :
26 juillet 2019
- The Hillockers
- The Celtic Social Club
- Kervegan's
- Les P'tits fils de Jeanine
- Faut qu'ça guinche

27 juillet 2019
- Magistral Circus
- Monty Picon
- Emir Kusturica & The No Smoking Orchestra
- Passy Murphy
- La'Clique

### 2020-2021
Pas de festival.

### 2022
Programmation :
8 juillet 2022
- Funky Jazz Gang
- Hoodoo Tones
- Krakin' Kellys
- Les Hurlements d'Léo
- The Hyènes

9 juillet 2022
- Level Encre
- Gustave Brass Band
- Les Monty Picon
- Les Fatals Picards
- The Clan